# 下鹽田
下鹽田，是臺灣高雄市楠梓區的一個傳統地域名稱，位於該區北部偏西。相較於今日行政區，其範圍大致包括藍田里、中和里東北部凸出部分。
本地區境內主要聚落為下鹽田，設有國立高雄大學、中山高中、援中國小。

## 歷史
台灣日治初期，下鹽田地區為一街庄，稱為「下鹽田庄」（舊制街庄），隸屬於仁壽下里。該庄昔日西北與頂鹽田庄為鄰，北及東北與九甲圍庄為鄰，東南邊一小段與後勁庄為鄰，南邊為右沖庄，西南邊為援中港庄。
1901年（日治明治三十四年）11月11日，全台廢縣廳改設二十廳，該庄隸屬於鳳山廳。1904年（明治三十七年）5月3日，該庄編入「仕隆區」，隸屬於鳳山廳。1909年（明治四十二年）10月25日，全台合併二十廳為十二廳，仕隆區改隸屬於臺南廳。1920年（大正九年）10月1日，全台地方制度大改正，廢十二廳改設五州二廳，該庄改制為「下鹽田」大字，隸屬於高雄州高雄郡左營庄（新制街庄）。1924年（大正十三年）12月25日，高雄郡廢郡，左營庄改隸屬於岡山郡。1940年（昭和十五年）10月1日，左營庄廢庄，本地區改隸屬於州轄高雄市。
戰後高雄市改制為省轄高雄市，大字亦改制為里。1946年（民國35年），高雄市劃分為10個區，本地區隸屬於楠梓區。1979年（民國68年）7月1日，高雄市升格為院轄高雄市。2010年（民國99年）12月25日，高雄縣、市合併為現今院轄高雄市。

## 聚落
本地區發展較早的聚落為下鹽田，在日治初期的官方地圖上已有記載。

## 交通
省道台17線又稱「西部濱海公路」，是甲南至水底寮的幹道，經過本地區西南部近邊界地帶。由該道路北行可前往橋頭區西南端、梓官區、彌陀區、永安區東部等地；南行可前往左營區、鼓山區、三民區、前金區等地。

## 學校
- 國立高雄大學
- 中山高中
- 援中國小